# 二十世纪电气目录
《二十世纪电气目录》，是日本作者结城弘所著的一部轻小说，由京都动画旗下KA Esuma文库于2018年8月10日出版，由担任插画，长谷百香负责美术和背景。本作于2017年获得“第8届京都动画大奖”奖励赏。2018年7月27日，京都动画宣布将其动画化。

## 作品简介
《二十世纪电气目录》在2017年获得“第8届京都动画大奖”奖励奖。京都动画大奖素来以评判标准苛刻而闻名，每届都会出现奖项无人获得的情况，而第3届及第6届甚至出现了所有奖项无人获得的情况，从2009年设立至今仅有《紫罗兰永恒花园》获得过大奖。本作是2017年第8届京都动画大奖唯一获奖作品。京都动画于2018年7月宣布本作文库版发售和动画化的消息，并于2018年8月9日发布两个15和30秒的影片，但具体细节仍未公开。
小说以明治时代末期20世纪初1900年代的日本为舞台，讲述住在京都伏见的平凡女孩百川稻子，在伏见稻荷神社祭拜时，意外遇到了否定神明存在的少年坂本喜八，两人踏上寻找奇书《电气目录》的旅途故事。

## 登场人物
坂本喜八
本作男主角。在新京极大道的某个蓬莱佛具店打工，同时也接受机械修理工作的热爱电气的少年，15岁。曾在大阪举办的第五届内国劝业博览会中，被电气驱动的机械们所吸引，开始对电气产生了兴趣。他坚信“二十世纪是电气的世纪”，将自己对于未来电气发明的幻想写成了《电气目录》。虽然老家是寺庙，但是他并不信佛，为此和父亲大吵过后离家出走。十分不擅长应付黑暗的地方。
百川稻子（（ももかわ いなこ））
本作女主角。作为京都伏见的百川酿酒次女身份长大的少女，15岁。虽然在性格上纯粹活泼，但是做事迟钝经常犯错，故总是被父亲甚右卫门训斥。和做什么都得心应手的姐姐相比，她对自己的存在感到很悲观。深信神佛，碰到困难的时候都会跑到伏见稻荷的阿久火大明神前祈祷。口头禅是“信则优”。只有徒手抓老鼠这个技能不输给任何人。
百川规子
稻子的姐姐，20岁。与稻子形成鲜明对比，是一位既成熟又能干的才貌兼备的女性。虽然与青梅竹马的陆有婚约，但两人却是一见面就吵架的状态，所以结婚这事还在搁置中。她那白底碎花纹的衣装和光泽亮丽的长发是稻子所憧憬的。虽然在酒窖中长大，却不太能能够接受酒味。
陆健吾
大津的米商陆恒商店的次子，24岁。为人认真正直、正义感很强，在稻子眼中如同哥哥一般仰慕的存在。与自己的婚约者规子水火不容，每次都被规子恶毒的话骂的闭嘴。日俄战争时，他的超过180cm的巨大身躯以及猪突猛进的战斗样子得到了“陆蒸气”这个外号。现在在热心地进行着帮助救世军这样的慈善活动。
坂本清六
坂本喜八的哥哥。虽然很精悍，但是瘦瘦的身躯一直让人替他捏把汗。喜欢捉弄别人，喜八也将他视为“撒谎者”而警戒着。把电气的魅力灌输给喜八的当事人，对神佛的怀疑和自由奔放的性格和他弟弟一模一样。喜欢高的地方，梦想是爬上埃菲尔铁塔。保管了差点被喜八的父亲烧掉的《电气目录》。

## 出版书籍
| 卷數 | 標題 | KA Esuma文庫  | KA Esuma文庫           |
| 卷數 | 標題 | 初版發售日期  | ISBN                   |
| ---- | ---- | ------------- | ---------------------- |
| 1    |      | 2018年8月10日 | ISBN 978-4-907064-88-4 |

## 外部連結
- 官方網站 （页面存档备份，存于）（日語）
- 官方設定解說 （页面存档备份，存于）（日語）
- YouTube上的宣傳影片 （页面存档备份，存于）